# Leopold III. Podstatský-Lichtenštejn

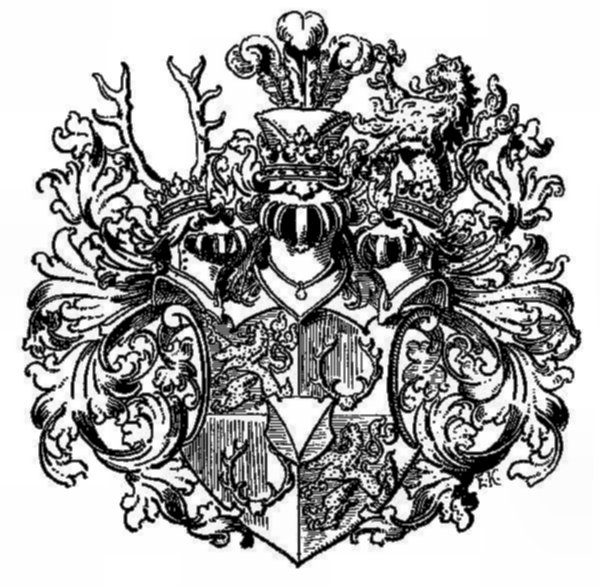
Erb rodu Podstatský-Lichtenštejn

Leopold III. hrabě Podstatský-Lichtenštejn (Leopold Felix Meinrad Karel hrabě Podstatský z Lichtenštejna a Kastelkornu, svobodný pán z Prusinovic / Leopold Felix Meinrad Karl Graf Podstatsky von Liechtenstein-Castelcorn, Freiherr von Prusinowitz; 25. června 1840 Telč – 17. února 1902 Opatija) byl moravský šlechtic a velkostatkář ze starobylého rodu Podstatských z Prusinovic, poslanec moravského zemského sněmu a člen rakouské panské sněmovny. Byl majitelem statků na Vysočině (Telč) a severní Moravě (Veselíčko (okres Přerov).

## Život a veřejná činnost
Narodil se na zámku v Telči jako pátý potomek, ale jediný syn Leopolda II. Podstatského (1801–1848) a jeho manželky hraběnky Amálie, rozené hraběnky z Clary-Aldringenu (1805–1865). Jako univerzální dědic rozsáhlého majetku na severní Moravě a Vysočině byl osvobozen od služby v armádě a v roce 1861 převzal správu statků. V roce 1863 byl jmenován c. k. komořím, poté se stal čestným rytířem Maltézského řádu (1865). V doplňovacích volbách byl v roce 1880 zvolen poslancem Moravského zemského sněmu za Stranu konzervativního velkostatku. Zde se ale příliš neangažoval a již v roce 1881 se poslaneckého mandátu vzdal, protože byl jmenován doživotním členem rakouské Panské sněmovny. Od roku 1883 byl vyslancem Maltézského řádu ve Vídni, později získal papežský Řád sv. Řehoře (1891) a Řád železné koruny (1898).
Leopold III. Podstatský zemřel během léčebného pobytu v Opatii na následky tuberkulózy, na stejnou chorobu předtím zemřela jeho první manželka a jedna z dcer, později i starší syn. Pohřben je v rodové hrobce v kostele sv. Jakuba ve Velkém Újezdě nedaleko od rodového sídla ve Veselíčku.

## Majetek
Po otcově smrti v roce 1848 zdědil na Vysočině a na severní Moravě velkostatky zahrnující před 11 000 hektarů půdy, několik hospodářských dvorů a průmyslové provozy (pivovary, lihovary, mlýny, cihelny), důležitou součástí ekonomiky velkostatků byly také rybníky. Hlavním rodovým sídlem byl zámek v Telči, rodina ale příležitostně pobývala i na zámku Veselíčko nebo na hradě Roštejn.

## Rodina
Jeho první manželkou byla od roku 1862 hraběnka Františka Paarová (10. 5. 1842 Vídeň – 4. 2. 1881 Vídeň), dcera knížete Karla Paara, která zemřela na tuberkulózu, po ovdovění se podruhé oženil v Praze v roce 1888 s hraběnkou Marií Nikolasinou Thun-Hohenstein (18. 10. 1852 Choltice – 23. 6. 1938 Telč). Potomstvo měl jen z prvního manželství. Nejstarší dcera Ida (1865–1919) byla manželkou nejvyššího maršálka Českého království prince Ferdinanda Jiřího z Lobkowicz (1850–1926), druhorozená Amálie (1867–1956) byla provdaná za hraběte Ervina Nostic-Rhienecka (1863–1931), nejmladší Marie Josefína (1878–1966) se vdala za rakouského šlechtice hraběte Otto von Abensberg-Traun (1872–1954). Další dcera Gabriela (1870–1887) předčasně podlehla tuberkulóze, na stejnou chorobu zemřel i starší syn a dědic rodového majetku Alois (1873–1918). Mladší syn Karel (1874–1946) sloužil v rakousko-uherské a později československé armádě.

### Děti
Z prvního manželství se narodilo šest dětí, čtyři dcery a dva synové.
- 1. Ida Marie (23. 10. 1865, Vídeň – 4. 9. 1919 Dolní Beřkovice)
  - ⚭ (1883) princ Ferdinand Jiří z Lobkowicz (26. 6. 1850 Dolní Beřkovice – 22. 4. 1926 Milán), c. k. komoří a tajný rada, nejvyšší maršálek Českého království (1907–1913)
- 2. Amálie (14. 12. 1867 Vídeň – 1. 12. 1956 Weitra)
  - ⚭ (1891) hrabě Ervín Nostic-Rieneck (20. 5. 1863 Měšice – 3. 11. 1931 Vídeň)
- 3. Gabriela (11. 4. 1870 Vídeň – 12. 11. 1887 Opatija), podlehla tuberkulóze
- 4. Alois (2. 3. 1873 Vídeň – 18. 10. 1918 Telč)
  - ⚭ (1900) Leopoldina z Thun-Hohensteinu (27. 5. 1875 Benátky nad Jizerou – 14. 4. 1964 Deutschlandsberg), po předčasné manželově smrti se společně se švagrem Karlem starala o správu zděděných panství do doby, než její starší syn Leopold dosáhl plnoletosti
- 5. Karel Maria (7. 6. 1874 Veselíčko – 26. 11.1946), sloužil v rakousko-uherské a později československé armádě
  - I. ⚭ (1920) Hilda Klinger von Klingerstorff (4. 5. 1888 Nové Město pod Smrkem – 1. 6. 1925, Praha)
  - II. ⚭ (1929) Marie z Clam-Gallasu (15. 5. 1893 Vídeň – 1. 3. 1959 Vídeň), dědička hradu Grabštejn, který využívala až do jeho konfiskace v roce 1945
- 6. Marie Josefína (19. 3. 1878 Vídeň – 4. 4. 1966 Vídeň)
  - ⚭ (1901) hrabě Rudolf Otto von Abensperg und Traun-Meissau (21. 9. 1872 Vídeň – 27. 10. 1954 Vídeň)